# Кечківці
Кечківці (словац. Kečkovce) — село в Словаччині, Свидницькому окрузі Пряшівського краю. Розташоване в північно-східній частині Словаччини, у північній частині Низьких Бескидів у долині потока Містівка, біля кордону з Польщею.
Уперше згадується у 1582 році.
У селі є греко-католицька церква святого Архангела Михаїла з 1911 року в історичному стилі.
Протікає річка Мостовка.

## Населення
| Рік:            | 1993 | 2003    | 2013     | 2023    |
| --------------- | ---- | ------- | -------- | ------- |
| Кількість осіб: | 220  | 214     | 243      | 258     |
| Різниця:        |      | -2,72 % | +13,55 % | +6,17 % |

| Рік:            | 2022 | 2023    |
| --------------- | ---- | ------- |
| Кількість осіб: | 256  | 258     |
| Різниця:        |      | +0,78 % |

В селі проживає 216 осіб.
Національний склад населення (за даними останнього перепису населення — 2001 року):
- словаки — 65,22 %
- русини — 24,35 %
- цигани — 4,78 %
- українці — 2,17 %
- чехи — 2,17 %

Склад населення за приналежністю до релігії станом на 2001 рік:
- православні — 45,22 %,
- греко-католики — 43,91 %,
- римо-католики — 3,91 %,
- не вважають себе віруючими або не належать до жодної вищезгаданої церкви- 4,34 %

## Відомі люди
- Юрій Бача — український письменник і публіцист.